# Pommesberg
Pommesberg är ett berg i Österrike.   Det ligger i distriktet Weiz och förbundslandet Steiermark, i den östra delen av landet, 110 km sydväst om huvudstaden Wien. Toppen på Pommesberg är 1 237 meter över havet.
Terrängen runt Pommesberg är huvudsakligen kuperad. Runt Pommesberg är det ganska tätbefolkat, med 80 invånare per kvadratkilometer.. Närmaste större samhälle är Weiz, 10,7 km söder om Pommesberg. 
I omgivningarna runt Pommesberg växer i huvudsak blandskog.